# Discurso de Larrazábal

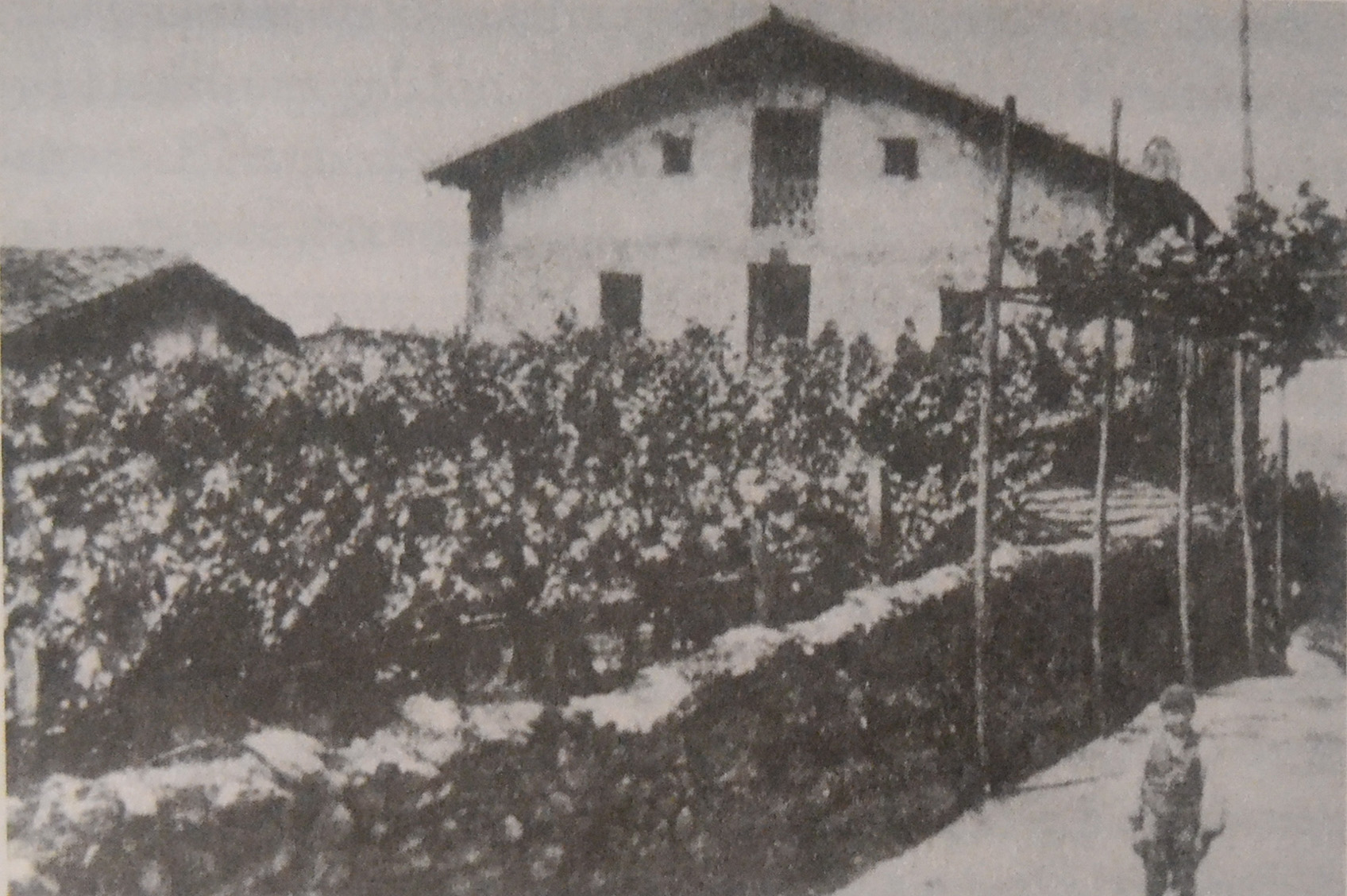
Caserío de Larrazábal, en Begoña (Bilbao), donde pronunció su discurso Sabino Arana.

El discurso de Larrazábal fue un discurso pronunciado en el caserío de Larrazábal por Sabino Arana el 3 de junio de 1893 durante un banquete organizado por la Sociedad Euskalerriaka de Bilbao como homenaje por la publicación el año anterior del opúsculo Bizcaya por su independencia, considerado como el acta de nacimiento del nacionalismo vasco (aunque todavía como bizkaitarrismo).
En el discurso, Arana concretó su proyecto político para lograr una Vizcaya independiente de España —en aquel momento se refería a Vizcaya más que a Euskeria o a Euskalerría, «en primer lugar porque no dudaba del liderazgo de Vizcaya en el país vasco, y por otro lado era lo que tenía más próximo y donde vivía; también porque siempre pensó en Euskeria o Euzkadi [un vocablo inventado por él más adelante] libre como una confederación de estados con incorporación y secesión voluntarias».
El discurso se conoce también como el juramento de Larrazábal por el siguiente pasaje del mismo, en el que Sabino Arana explica su «resurrección» al abandonar el carlismo y adoptar en 1882 el «nacionalismo bizkaino», gracias a una discusión que mantuvo con su hermano Luis Arana que le convenció de que su patria no era España, sino Bizcaya:

Pronto comencé a conocer a mi Patria en su historia y en sus leyes; pero no debe el hombre tomar una resolución grave sin antes esclarecer el asunto y convencerse de la justicia de la causa y la conveniencia de sus efectos.
 Mas al cabo de un año de transición, disipáronse en mi inteligencia todas las sombras con que la oscurecía el desconocimiento de mi Patria, y levantando el corazón hacia Dios, de Vizcaya eterno Señor, ofrecí todo cuanto soy y tengo en apoyo de la restauración patria, y juré (y hoy ratifico mi juramento) trabajar en tal sentido con todas mis débiles fuerzas, arrostrando cuantos obstáculos se me pusieran de frente y disponiéndome, en caso necesario, al sacrificio de todos mis afectos, desde el de la familia y de amistad hasta las conveniencias sociales, la hacienda y la misma vida. Y el lema Jaungoikua eta Lagizarra [Dios y Leyes Viejas] iluminó mi mente y absorbió toda mi atención, y Jaungoikua eta Lagizarra se grabó en mi corazón para nunca más borrarse; y por guía de todos los actos de mi vida me tracé un lema particular cuyas iniciales (JEL) van al final del opúsculo que conocéis y de todos mis escritos.

## Historia

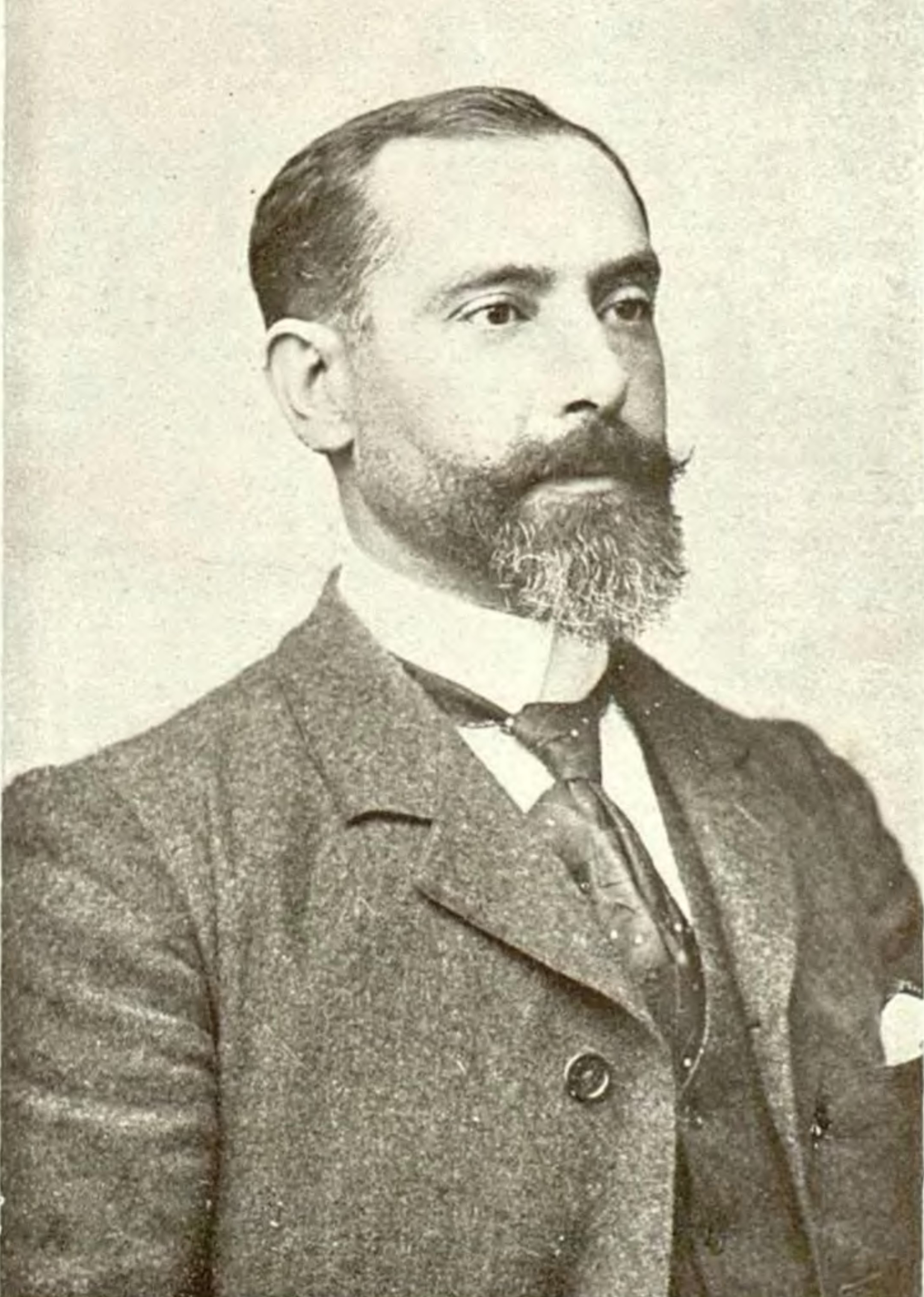
Sabino Arana.

Sabino Arana Goiri había nacido en 1865 en la anteiglesia de Abando —que acabaría anexionada a Bilbao a finales del siglo XIX— en el seno de una familia burguesa, católica y carlista. El Domingo de Resurrección de 1882, cuando tenía 17 años, se produjo su «conversión» del carlismo al nacionalismo bizkaitarra gracias a que su hermano Luis Arana lo convenció —un hecho que en 1932, cuando se cumplieron 50 años del acontecimiento, el PNV celebró como el primer Aberri Eguna o Día de la Patria Vasca. «A partir de entonces Sabino se consagró al estudio de la lengua vasca (que desconocía, pues el castellano era el idioma de su familia), de la historia y del derecho (los Fueros) de Vizcaya, que le ratificaron en la revelación de su hermano Luis: Vizcaya no era España».
En el discurso de Larrazábal explicó así su conversión desde el carlismo per accidens al nacionalismo bizkaino:

Fui yo carlista hasta los diecisiete años… Pero… era carlista per accidens, en cuanto que el triunfo de Don Carlos de Borbón me parecía el único medio de alcanzar los Fueros: deseaba que Don Carlos se sentara en el trono español, no como fin, sino como medio de restablecer los Fueros…
Pero el año ochenta y dos (¡bendito el día en que conocí a mi Patria, y eterna gratitud a quien me sacó de las tinieblas extranjeristas!), una mañana en que nos paseábamos en nuestro jardín mi hermano Luis y yo, entablamos una discusión política. Mi hermano era ya bizkaino nacionalista; yo defendía mi carlismo per accidens. Finalmente, después de un largo debate, en el que uno y otro nos atacábamos y nos defendíamos sólo con el objeto de hallar la verdad, tantas pruebas históricas y políticas me presentó él para convencerme de que Bizkaya no era España, y tanto se esforzó en demostrarme que el carlismo, aún como medio para obtener no ya un aislamiento absoluto y toda ruptura de relaciones con España, sino simplemente la tradición señorial, era no sólo innecesario sino inconveniente y perjudicial, que mi mente, comprendiendo que mi hermano conocía más que yo la historia y que no era capaz de engañarme, entró en la fase de la duda y concluí prometiéndole estudiar con ánimo sereno la historia de Bizkaya y adherirme firmemente a la verdad.

En 1892 publicó Bizkaya por su independencia, obra que representa el acta de nacimiento del nacionalismo vasco. El libro no era «una sucesión de argumentos políticos, sino uno de esos relatos de batallas heroicos, sobre fondo de cartón piedra, a que tan dada fue la literatura romántica y posromántica en toda Europa». Se trataba de las cuatro batallas míticas en las que Bizkaya (con b y con k, para diferenciarla de la Vizcaya con v y con c de la ortografía en castellano) defendió su independencia de los reyes de Castilla, y a partir de las cuales Arana lanza su proclama para recuperarla, señalando que el enemigo es el españolismo, es decir, la aceptación por parte de los vizcaínos de la dominación en que viven —«si los bizkainos son hoy víctimas de la opresión más humillante, cúlpense a sí mismos», concluye Arana—.
El 3 de junio de 1893 un grupo de la fuerista Sociedad Euskalerria de Bilbao encabezados por el naviero y propietario de minas Ramón de la Sota organizó un banquete de homenaje a Sabino Arana por la publicación de Bizcaya por su independencia en el caserío de Larrazabal en el barrio de Begoña de Bilbao, durante el cual Sabino pronunció un discurso en el que explicó el significado y los motivos de la publicación de su «modesto libro».
Cinco días después de pronunciar el discurso Arana comenzó a publicar el periódico Bizkaitarra en el que se declaró «antiliberal» y «antiespañol» —por esto último, sobre lo que sustentaba ideas muy radicales, pasó medio año en la cárcel y el periódico fue suspendido—. Al año siguiente, fundó el Euskeldun Batzokija, el primer batzoki, un centro nacionalista y católico integrista muy cerrado, pues solo contó con un centenar de socios por las rígidas condiciones de ingreso. También fue clausurado por el gobierno, pero fue el embrión del Partido Nacionalista Vasco (Eusko Alderdi JELtzalea, EAJ-PNV) fundado en la clandestinidad el 31 de julio de 1895 —festividad de san Ignacio de Loyola, a quien admiraba Arana—. Dos años después adoptaba el neologismo Euskadi —país de los euzkos o vascos de raza—, pues no le gustaba el nombre tradicional de Euskalerria —pueblo que habla euskera—.

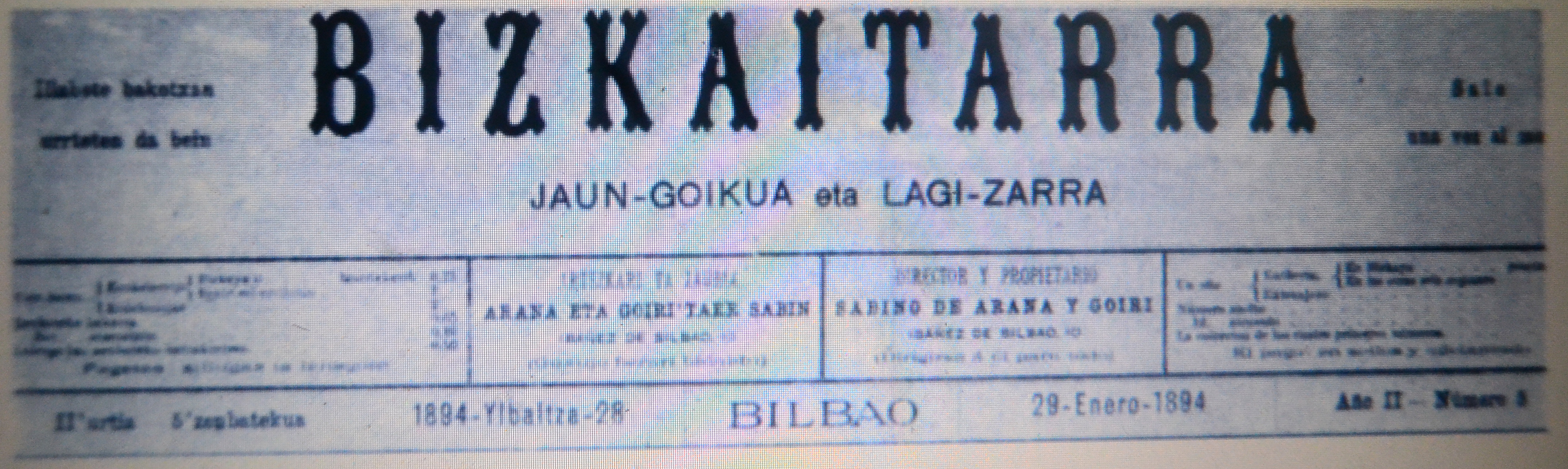
Cabecera del periódico Bizkaitarra con el lema Jaun-Goikua eta Lagi Zarra ('Dios y Ley Vieja') que será también el del PNV.

## Contenido

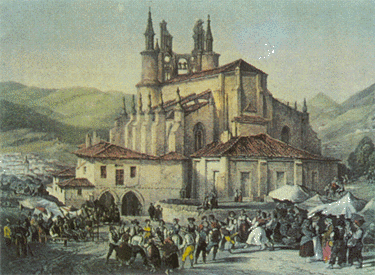
Romería en Begoña, donde se encontraba el caserío de Larrazabal, a finales del.

En el discurso de Larrazábal Arana explicó que el objetivo político del libro Bizcaya por su independencia era «instruir a los bizkainos en aquella parte de la historia patria cuyo conocimiento le es necesario y despertar de esta manera en sus almas el sentimiento patrio», pues España no era su patria sino Vizcaya, lanzando el lema Jaun-Goikua eta Lagi-Zarra (JEL, 'Dios y Leyes Viejas'), síntesis de su programa nacionalista.
A lo largo del discurso reiteró la tesis de que lo más grave era que los bizkainos admitieran la opresión en que vivían:

El infortunio de Bizkaya sobrepuja a toda ponderación, si observamos el olvido y desamparo, mejor aún, el menosprecio y la saña de que, en medio de su desgracia, es objeto por parte de sus hijos esta nación desdichada. En ocho partidos diferentes están principalmente divididos en la actualidad los bizkainos: tres católicos y cinco liberales. Los tres católicos son: el carlista, el integrista y el neoautonomista o fuerista simplemente. De los cinco liberales, dos son monárquicos: el conservador y el fusionista; y tres republicanos: el radical, el federal y el posibilista. Ya lo veis: ocho distintas banderas tremolan en las cumbres de nuestros montes... ¿Distinguís tal vez entre ellas a la bizkaina?

Asimismo Arana insistió ante los asistentes sobre la responsabilidad de los «bizcainos influyentes» por sus «exóticas ideas» en la «degeneración» de Bizcaya, «así en lo religioso y lo moral como en lo político y lo económico, tanto en su raza como en su lengua». Una Bizcaya «intoxicada por el virus españolista, anémica y sin fuerzas». Tal era «la cruel desgracia en que a Bizkaya la ha sumido la extranjera dominación», de la que son responsables «muchos bizkainos renegados», que olvidan los deberes patrióticos. Según Antonio Elorza, «es un discurso de exhortación moral, más propio de un sermonario que de la literatura política, donde a la militarización en la perspectiva histórica se une la condena del otro, en este caso de los malos vizcaínos que abandonan la patria a su suerte. Todo estrictamente maniqueo y bien simple».
El discurso terminó con la frase:

Y ahora, gritad conmigo: ¡Viva la independencia de Bizcaya!

En conclusión, según Antonio Elorza, «el llamado juramento de Larrazábal, profesión de fe política de Arana ante varios simpatizantes reunidos en una cena de homenaje, constituye el acta de nacimiento de la posible agrupación política surgida en torno al lema de la independencia vizcaína» y «sirve para hacer pública su intención de poner en práctica las ideas primarias contenidas en su libro programático, Bizkaya por su independencia».